# الحايط الفوقي العليق (بني حرشان)
الحايط الفوقي العليق هي إحدى مشيخات المملكة المغربية، تتبع جغرافيا لإقليم تطوان وإداريًا لبني حرشان. يقدر عدد سكانها بـ 3492 نسمة حسب الإحصاء الرسمي للسكان والسكنى لسنة 2004.